# هاروکی ماتسودا
هاروکی ماتسودا (ژاپنی: 三ッ田 啓希؛ زادهٔ ۲۲ مهٔ ۱۹۹۷) یک بازیکن فوتبال اهل ژاپن است.
از باشگاه‌هایی که در آن بازی کرده‌است می‌توان به باشگاه فوتبال ماتسوموتو یاماگا و باشگاه فوتبال گیفو اشاره کرد.